# Feeling Good
„Feeling Good” (lub „Feelin' Good”) – piosenka napisana przez Anthony'ego Newleya i Lesliego Bricusse'a na potrzeby musicalu z 1965 pt. The Roar of the Greasepaint - The Smell of the Crowd i od tego czasu była coverowana przez wielu artystów, takich jak: Nina Simone, Traffic, Sammy Davis Jr., Randy Crawford, Muse, Escala, Michael Bublé, George'a Michaela  czy The Pussycat Dolls.

## Lista wybranych wykonań utworu
- 1965: Gilbert Price w oryginalnym występie na Broadway
- 1965: John Coltrane na albumie The John Coltrane Quartet Plays
- 1965: Nina Simone na albumie I Put A Spell On You
- 1969: Black Cat Bones na albumie Barbed Wire Sandwich
- 1969: Traffic na albumie Last Exit
- 1997: Remix Huff & Herb na podstawie wersji Niny Simone
- 2000: Eels na albumie Oh, What a Beautiful Morning
- 2001: Muse na albumie Origin of Symmetry i wraz z "Hyper Music" jako część singla "Hyper Music/Feeling Good".
- 2002: Remix Joego Claussela na albumie "Verve Remixed"
- 2004: Sophie B. Hawkins na albumie Wilderness
- 2005: Michael Bublé na albumie It's Time
- 2005: The Pussycat Dolls na albumie PCD
- 2005: Wax Tailor na albumie Tales of the forgotten melodies.
- 2005: Alexandra Kerwin
- 2005: Quantic Soul Orchestra na albumie Pushin' On
- 2006: Randy Crawford & Joe Sample na albumie Feeling Good
- 2006: The goodboys razem z Mihirangi
- 2006: George Michael na amerykańskiej wersji albumu Twenty Five. Wykorzystana przez tego artystę w gościnnym występie w serialu Eli Stone.
- 2007: A.J. Tabaldo i Leslie Hunt w 6 edycji amerykańskiego Idola w drugim tygodniu półfinałów (obaj wówczas odpadli)
- 2007: Chelsea Korka przedstawiła utwór na Pussycat Dolls Present: The Search for the Next Doll podczas finału; zajęła wówczas 3. miejsce.
- 2007: John Barrowman utwór znajduje się na jego płycie Another Side wraz z innymi coverami znanych piosenek.
- 2008: Kevin Tarte na albumie JUMP
- 2008: Escala na albumie Escala
- 2009: Joe Bonamassa przedstawił utwór na albumie The Ballad Of John Henry
- 2010: Blues Takeout na stałe wciela "Feeling Good" do swojego repertuaru.
- 2011: Ronan Parke utwór w jego wykonaniu znalazł się na jego debiutanckiej płycie.
- 2018: Ed Sheeran na koncercie w Warszawie zaśpiewał ten utwór pod melodię "I see fire".

Utwór "About You" z albumu Mary J. Blige The Breakthrough zawiera nietypową interpretację piosenki. Duża jego część zawiera nowy tekst napisany przez Mary J. Blige, will.i.ama, i Keitha Harrisa. Refren zawiera kilka linijek wersji Niny Simone, lecz oryginalny wokal jest przesterowany, więc głos jest niemal nierozpoznawalny. Dlatego Simone jest uwzględniona na albumie jako "feature artist", a Anthony Newley i Leslie Bricusse są zapisani jako autorzy.
Wersja Niny Simone pojawiła się w filmie "Point of No Return" z 1993 roku, którego bohater używa pseudonimu "Nina" i jest wiernym fanem muzyki Simone (prawie połowa ścieżek z tego filmu to utwory tej artystki). Utwór pojawił się w grze The Saboteur z 2009 roku, w trailerze serialu Sześć stóp pod ziemią (4 edycja), jak i na soundtracku serialu (vol.2), w 14 odcinku 3 sezonu Chuck (serial telewizyjny), w filmie "Repo Men - Windykatorzy" z 2010 roku, a także na płycie zawierającej soundtrack z ww. filmu, w filmie "Nietykalni" z 2011, w 1 odcinku 3 sezonu serialu "Wybrani".
Cover grupy Muse został użyty jako soundtrack w filmie Siedem dusz z 2009 roku.